# كايلب أوروزكو
كايلب أوروزكو (بالإنجليزية: Caleb Orozco) هو ناشط حقوق الإنسان بليزي، ولد في 5 ديسمبر 1973 في مدينة بليز في بليز.